# Stara Huta (Huta)
Stara Huta – część wsi Huta w Polsce położona w województwie kujawsko-pomorskim, w powiecie bydgoskim, w gminie Koronowo.
W latach 1975–1998 miejscowość należała administracyjnie do województwa bydgoskiego.